# Marco Claudio Marcello (console 183 a.C.)
Marco Claudio Marcello (latino: Marcus Claudius Marcellus) (fl. II secolo a.C.) è stato un politico e generale romano.

## Biografia
Probabilmente era figlio di Marco Claudio Marcello, il martello di Roma, e fratello di Marco Claudio Marcello, il console del 196 a.C. che aveva il suo stesso praenomen. Inoltre è probabilmente anche uno dei pretori del 185 a.C., anche se in Livio è nominato come Marcellinus.
Fu eletto console nel 183 a.C. con Quinto Fabio Labeone ed insieme al collega ottenne la Liguria come provincia da governare e pacificare , anche se Marcello con le sue legioni si diresse contro un gruppo di Galli che avevano attraversato le Alpi e si erano stabiliti nel territorio della futura Aquileia. I Galli si arresero senza combattere, furono disarmati e rispediti oltre le Alpi. Successivamente si diresse contro gli Istri, ma senza ottenere particolari successi, anche perché dovette tornare a Roma per l'organizzazione dei comizi .
Negli anni seguenti divenne decemvir sacrorum e morì nel 169 a.C. .